# Mort Abrahams
Mort Abrahams (26 de março de 1916 - 28 de maio de 2009) foi um produtor de televisão e cinema norte-americano.
Entre seus créditos estão nove episódios da série de espionagem The Man from U.N.C.L.E. e, como produtor associado, os filmes Doctor Dolittle, Planet of the Apes, Goodbye, Mr. Chips e Beneath the Planet of the Apes, co-roteirista deste último.